# Testa o croce (film 1969)
Testa o croce è un film del 1969 diretto da Piero Pierotti.

## Trama
A Plata City, le donne dei maggiorenti sono furibonde per la presenza del Crazy Horse, un saloon che serve anche da bordello. Il banchiere si accorda con Shanna Lee, la tenutaria, per tenerle lontano le ire della moglie, la quale è arrivata a chiamare lo sceriffo: il prezzo è che la donna diventi sua amante, cosa di cui la moglie già la crede - a torto - colpevole.
Quando Shanna viene trovata in una stanza chiusa col cadavere di Burton, le donne della città insorgono al punto da sfasciare il saloon e rincorrere le prostitute; temendo il peggio per Shanna, lo sceriffo affida la ragazza ad uno dei vice, Red, affinché la porti a Phoenix finché le acque si saranno calmate. Durante il viaggio l'uomo si incontra con Holm e Bill il cacciatore, violentano la ragazza e la abbandonano nel deserto a morire.
William Hunter passa di là e la salva, ma Shanna tenta di ucciderlo; ci vuole tempo perché la ragazza si riprenda, grazie ad una coppia di indiani amica del fuorilegge; tra i due nasce una storia, e quando Shanna racconta la verità, William Black decide di punire i colpevoli, contro la volontà della donna che vuole che la loro relazione continui. Lui però le confessa di essere un ricercato e di voler comunque partire perché lei possa tornare da donna libera a Plata city. Arrivato a Plata City, William aiuta lo sceriffo a fermare una rapina, guadagnandosi una ricompensa in denaro da parte di Sibyl Burton, subentrata al marito nella gestione; raccogliendo voci e cercando i responsabili, scopre che la morte di Burton ha innescato dei cambiamenti radicali; la vedova ha chiesto la morte di Shanna per soffocare lo scandalo; le ragazze sono state scacciate dal Crazy Horse e sono costrette a farlo in un ranch fuori città, dove non possono ricevere alcun aiuto e sono trattate come bestiame.
Quando Red e Holm muoiono, lo sceriffo intuisce che William ha a che fare, ma non può muoversi immediatamente; William avvia una relazione con la vedova Burton, e questa in un momento di intimità rivela che Bill, l'ultimo uomo da cercare, era da anni il suo amante ed ha commesso l'omicidio del banchiere; ottenuta una confessione, viene sorpreso dalla vedova Burton ma riesce a disarmarla, e la lascia a bruciare nella capanna del suo amante.
Rinchiuso lo sceriffo in cella, Black gli consegna la confessione dicendogli di portarla al giudice, e si accorda con lui per farsi arrestare a patto che la taglia sulla sua testa vada a Shanna, che testimonierà al processo. Trascorsi gli ultimi momenti con Shanna, William si rifugia in una città fantasma e lì viene a cercarlo lo sceriffo; William spara senza mirare e nessuno viene ferito, tanto che lo stesso sceriffo non se la sente di ucciderlo, così il bandito scarica la pistola e viene colpito da un aiutante.